# 체이슨 햄튼

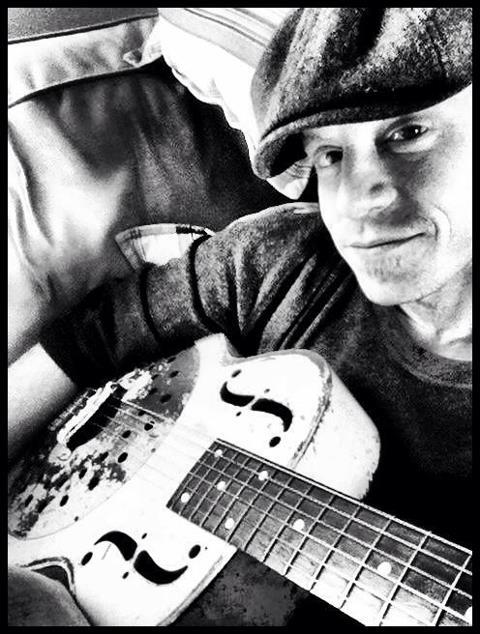

체이슨 코드 "체이스" 햄튼(Chasen Cord "Chase" Hampton,, 1975년 1월 12일 ~ )은 미국의 배우, 가수, 텔레비전 배우이다.
오클라호마시티에서 태어났다.

## 방송
- 미키 마우스 클럽